# 另类投资市场
另類投資市場（Alternative Investment Market，簡稱AIM）是伦敦证券交易所的第二板交易市場，容許小型公司在較主板市場寬鬆的財務條例下將股份上市。另類投資市場於1995年創立，共為超過2,200間公司募集240億英鎊。寬鬆的條例包括較少的條例及沒有公司市值或發行股票數量的要求。部分在另類投資市場上市的公司其後會轉投主板市場，但在近年來更多的公司由主板市場轉到另類投資市場，基於另類投資市場讓投資者獲得更佳的稅務優惠及公司不用被重重條例規限。2005年共有40家公司由主板市場轉到另類投資市場，而只有兩家公司作反向遷移。
另類投資市場亦逐漸國際化，由於對比起萨班斯-奥克斯利法案，上市條件較為寬鬆（雖然只有四分一的AIM上市公司符合萨班斯-奥克斯利法案立法前的上市條件），截至2005年12月共有超過270家外國公司獲准在另類投資市場上市。
獨立的富時集團（FTSE Group）為另類投資市場編制三個指數：包括富時AIM英國50指數（FTSE AIM UK 50 Index）、富時AIM 100指數（FTSE AIM 100 Index）及富時AIM全股指數（FTSE AIM All-Share Index）。

## 批評
2007年3月美国证交会委员罗埃尔·坎波斯（Roel Campos）將規模較小的倫敦另類投資市場形容為一個賭場，據引述稱：「在AIM上市的企業中，有30%在一年内就會破産，對此我感到擔憂，我感覺這像是一個賭場，我認為投資者也會這様認為。」。這些評論引來無數的反駁，包括擁有另类投资市场的倫敦證券交易所，指出每年遭到清盤的公司實際少於2%。
自此另类投资市场訂立新規定要求所有上市公司設立網站提供有關資訊。

## 趨勢
2007年3月《每日電訊報》發表有顯示部分公司先在「離岸金融中心」註冊控股公司，才安排該控股公司在另类投资市场上市的趨勢，在2006年有35%的首次上市公司來自「離岸金融中心」，大部分在海峡群岛或英屬維爾京群島註冊。

## 外部連結
- 另类投资市场官網
- 英国伦敦AIM市场上市（doc格式）
- 富時集團官網（页面存档备份，存于）
- . 《每日電訊報》. 2005年5月25日.[]